# Walter Glaß
Walter Glaß född 16 juni 1905 i Klingenthal, död 22 juni 1981 i Klingenthal, var en tysk vinteridrottare. Han var med i de Olympiska vinterspelen 1928 i nordisk kombination där han kom på 15:e plats.